# Tetrafluoruro di tionile
Il tetrafluoruro di tionile è un ossofluoruro dello zolfo esavalente avente formula molecolare SOF4. In condizioni normali è un gas incolore di odore pungente.

## Struttura
SOF4 è un composto molecolare. La forma della molecola è quella di una di bipiramide trigonale distorta, con simmetria C2v. L'atomo di ossigeno è in posizione equatoriale. Le distanze di legame S–O (140,9 pm) e dei due F equatoriali (153,9 pm) sono più corte delle distanze S–F assiali (159,6 pm). L'angolo tra gli atomi di fluoro equatoriali è 112,8° e quello tra ossigeno e fluoro equatoriale è 123,6°. L'angolo tra fluoro assiale e ossigeno è 97,7° e quello tra fluoro assiale ed equatoriale è 85,7°. Queste distorsioni non sono mostrate nella figura.

## Sintesi
I primi ad ottenere SOF4 furono Henri Moissan e Paul Lebeau nel 1902, sfruttando la fluorurazione diretta del fluoruro di tionile SOF2. Questo metodo è ancora valido.
{\displaystyle {\ce {SOF2 + F2 -> SOF4}}}
Si può preparare convenientemente SOF4 anche per reazione di SF4 con ossigeno in presenza di quantità catalitiche di NO2.

## Reattività
Il tetrafluoruro di tionile reagisce con l'acqua formando fluoruro di solforile (SO2F2) e acido fluoridrico, con sviluppo di calore:
{\displaystyle {\ce {SOF4 + H2O -> SO2F2 + 2HF}}}
SOF4 può reagire come accettore o come donatore di ioni fluoruro, formando rispettivamente specie tipo Cs+[SOF5]− e [SOF3]+[SbF6]−.
Il tetrafluoruro di tionile è stato usato in click chemistry facendolo reagire con ammine primarie R-NH2. Si forma prontamente la specie R–N=(O=)SF2. Per sostituzione dei due gruppi fluoruro rimanenti si possono costruire strutture tridimensionali che si dipartono dallo zolfo centrale.